# 牧港襄一
牧港 襄一（まきみなと じょういち、1942年2月20日 - ）は、沖縄放送協会（OHK）、NHKの元アナウンサー。

## 人物・来歴
沖縄県立那覇高等学校、東京経済大学出身。1972年5月15日、沖縄返還に伴うNHKへの事業継承により、NHK所属となった。
50歳過ぎに沖縄局に戻り、2002年に嘱託職、2007年4がつ以降も與那嶺紗希子の退職などで沖縄県出身のアナウンサー不在に伴い、2010年3月まで専属。
父親の牧港篤三は、第二次世界大戦中、戦後の新聞人として活躍。その遺志を継ぎ、沖縄戦の経験を語り継ぐ活動に取り組んでいる。またNHKの仕事を終えた後、NHK時代の経験から「モノレールはがおじい・おばあにとってはホームへの上がり降りが大変なので沖縄にも路面電車が必要だ」との考えに至り、「トラムで未来をつくる会」の活動に参加、その副会長に就任。

## 過去の活動
- うちなぁジョッキー（NHK沖縄FM）
- NHKアナウンサーによる朗読シアター（毎年夏）

父：篤三の遺志を継ぎ、沖縄戦を若い世代に語り継ぐ活動の一環。2008年は篤三が遺した作品の朗読が若手の上演ともども深夜帯に全国放送されたが、この年が最後の出演になった。